# 弗拉維奧·約瑟夫斯
提圖斯·弗拉維奧·約瑟夫斯（全名Titus Flavius Josephus，37年—100年），原名約瑟·本·马提提亚胡（Yosef ben Matityahu，意思是约瑟·马提提亚胡的儿子），簡稱約瑟夫或約瑟夫斯，或譯約瑟法斯或約西弗斯，是第一世紀時的著名的猶太歷史學家，也是軍官及辯論家。
约瑟夫斯曾经做犹太军官，后来被俘虏后入罗马军队服役。有一段时间他跟随罗马军队征讨和平叛在罗马帝国犹迪亚行省的叛乱，并见证了公元70年提圖斯摧毁耶路撒冷城。他晚年在罗马潜心研究圣经，专注写作。
作為猶太人，约瑟夫斯对希伯來圣经做了深入的研究，将圣经的正典和外典做了详细的分析，并指出，外典圣经從來沒有被猶太人包括在受感示的聖經之內。另外他撰写的《犹太古史》记载了从圣经旧约最开始到公元一世纪整个的犹太历史，这些记载表明约瑟夫斯本人认为圣经的记载是真实的。同时在他的作品中有记录了很多福音书和使徒行传记载的事件，由此可以从侧面印证福音书的内容不是杜撰出来的。他撰写的作品《犹太古史》、《犹太战史》、《驳斥阿比安》和自传《人生》对于了解犹太人在古代和罗马统治时期的面貌有重要的参考价值。

## 生平

### 早年
約瑟·本·马提提亚胡，即約瑟夫斯，生於公元37年，即羅馬皇帝卡利古拉作王統治的第一年。約瑟夫斯的父系乃是個祭司家族；據他聲稱，他的母親則是哈斯蒙尼王朝大祭司約拿單的後人。
約瑟夫斯在少年時候已潛心研習摩西律法。他仔細分析猶太教的三個學派——法利赛派、撒都该派和艾賽尼派。他偏愛艾賽尼派，於是跟一個名叫班尤斯的沙漠隱士（可能是艾賽尼派）同住了三年。約瑟夫斯在19歲那年，放棄了這種生活，返回耶路撒冷，並加入法利賽派。

### 往返罗马

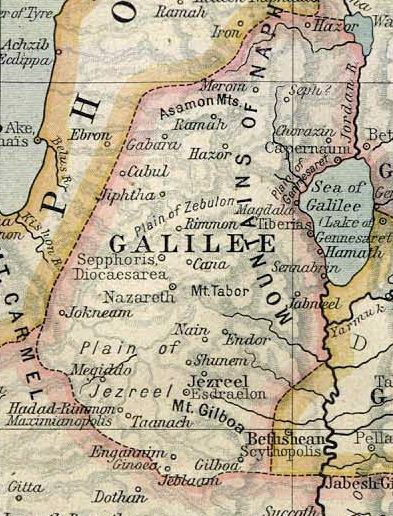
晚古时期，约瑟夫斯在加利利的管辖区域图

公元64年，猶太總督腓力斯將當地的猶太祭司解到皇帝尼祿那裏受審。約瑟夫斯於是前往羅馬替他們説項。他在途中遭遇海難，船上600乘客中只有80人生還。約瑟夫斯僥倖得以死裏逃生。
約瑟夫斯在羅馬期間，透過一位猶太演員認識了尼祿的妻子波培娅·萨宾娜。那次約瑟夫斯之得以成功完成任務，珀佩亞委實幫了不少忙。羅馬城的壯觀也給約瑟夫斯留下深刻的印象。
約瑟夫斯回到猶太之後，留意到猶太人對於造反志在必行。他設法使同胞看出，跟羅馬對抗其實只是以卵擊石而已。可是猶太人對此無動於衷。也許由於害怕給同胞看作賣國賊，約瑟夫斯於是接受任命成為加利利行省猶太軍隊的指揮官。約瑟夫斯重整軍隊，訓練部下，儲備糧食，作妥準備對抗羅馬大軍。但這一切都是徒然的。後來加利利被韦帕芗的軍隊攻陷。約瑟夫斯堅守要塞約塔巴他47日，最後仍被羅馬軍隊擊敗。他在自己的日记中写道，他和他的40个战友被罗马军队包围在洞中。他们讨论是自杀还是被俘，最终决定自杀，并以抽签的方式决定谁杀掉谁。约瑟夫斯和另外一个人是最后两个留下的人。约瑟夫斯说服了那个人，他们将向罗马军队投降，不再自杀。约瑟夫斯把他的存活归因于运气或天意，他不知道是哪一个。 据此产生了著名的约瑟夫斯问题。
約瑟夫斯投降時，他急中生智，預言維斯帕先快要當皇帝；由於這個預言，他只被囚禁而幸免一死。後來，維斯帕先真的當上皇帝，於是釋放了約瑟夫斯。這是他一生的轉捩點。他接着在這場鬥爭中為羅馬人效勞，當他們與猶太人之間的傳譯員和調解人。為了表示對維斯帕先和他的兒子提圖斯與圖密善的感恩，約瑟夫斯將“弗拉維”（Flavius）這個姓氏加在自己的名字之上。

### 反羅馬的大規模叛亂
圣经福音书中记载，耶穌曾在預言裏論及耶路撒冷及其中的聖殿。僅33年後，耶路撒冷的激進猶太分子決心要擺脱羅馬的枷鎖。這個消息傳到羅馬人耳中，於是他們在公元66年調遣叙利亞總督紹塞斯·迦勒斯率領羅馬兵團前來鎮壓叛亂和懲罰造反分子。紹塞斯的軍隊在耶路撒冷城郊肆意蹂躪，然後在城牆附近扎營。羅馬人採用一種叫做龟甲形连环盾的戰術；士兵將他們的盾牌連接起來，儼如龜背，藉此抵禦敵人的襲擊。約瑟夫斯證實這個策略是成功的。他説：“猶太人投擲的鏢箭從龜背滑落，無法傷害他們。兵士於是可以别無顧慮地破壞牆腳，並作好準備放火焚燒殿門。”
約瑟夫斯説：“就在這個時候，紹塞斯⋯⋯把軍隊召回。⋯⋯他無緣無故地從耶路撒冷撤退。”約瑟夫斯顯然並非為了表揚上帝的兒子而把耶路撒冷基督徒期待發生的事記錄下來。因为圣经中记载，耶穌曾经説：“你們看見耶路撒冷被兵圍困，就可知道它成荒場的日子近了。那時，在猶太的應當逃到山上；在城裏的應當出來；在鄉下的不要進城；因為這是報應的日子，使經上所寫的都得應驗。” 早期基督徒听从这段话在紹塞斯撤军的时候趕快逃離耶路撒冷，結果他們得以免受稍後臨到這城的種種苦難。
公元70年，羅馬大軍捲土重來。約瑟夫斯將接着發生的各事生動逼真地記錄下來。當時維斯帕先的長子提圖斯前來要攻下耶路撒冷及其中宏偉的聖殿。城內敵對的派系為了取得控制權而大動干戈。他們採取極端的手段，流了不少人血。約瑟夫斯説，有些人“對內在的災禍深感苦惱，以致情願羅馬人得勝，”希望藉此得以“從國內的種種憂患獲得解救”。約瑟夫斯將造反的人稱為“强盜”。他們不但毁去富有人家的財物，同時還殺死那些被懷疑願意與羅馬妥協的顯要人物。
內戰期間，耶路撒冷的生活情況惡劣到令人難以想像。許多死者沒有人埋葬。煽動叛亂的人“就在死人堆中踏着屍體，彼此大打出手”。他們洗劫平民，為了搶奪别人的食物和財物而不惜濫殺無辜。受害者的哀號不絶於耳。
提多勸諭猶太人棄城投降，藉此保全性命。他“派約瑟夫斯用猶太人的語言跟他們説話，因為提圖斯以為，猶太人可能較易被同胞所説服”。可是猶太人卻怨責約瑟夫斯而絶不領情。提多接着建了一道用尖的木樁組成的牆，把城包圍起來。 現在猶太人不但絶了逃生機會，連活動也受到限制。飢餓“折磨成千上萬的人家”。持續的戰事使死亡人數有增無已。提圖斯攻陷耶路撒冷時，他並不知道自己正好應驗了聖經的預言。 他目睹耶路撒冷高大的城牆和堅固的城樓，不禁驚歎説：“沒有别神能將猶太人從這些保障逐出來。”結果有一百多萬猶太人喪生。

### 戰後生涯
戰後，約瑟夫斯去到羅馬。在弗拉维王朝資助下，他以羅馬公民的身份住在維斯帕先以前住過的大宅，並蒙提多賜給他一筆長俸和許多禮物。在此之後，約瑟夫斯開始從事他的寫作工作。
約瑟夫斯從沒有自稱是基督徒。也没有参与圣经的写作。可是，他所寫的引人入勝的古事記卻是深具啟迪性和歷史價值的著作。

## 政治观点和著作

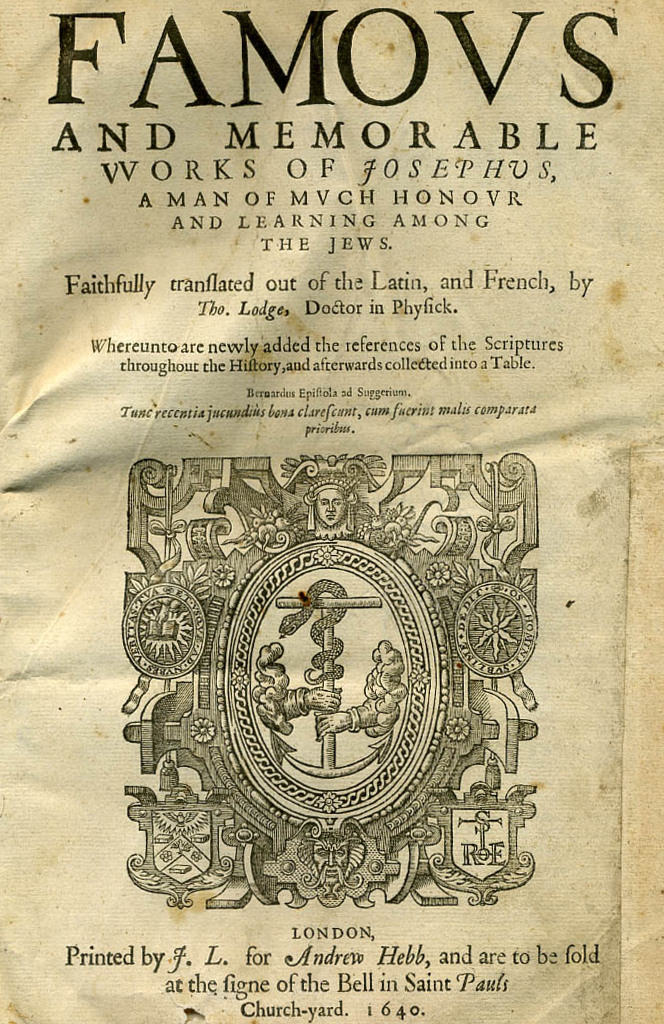
1640年出版的约瑟夫斯著作译本，翻译为Thomas Lodge，第一版1602年出版。

約瑟夫雖然是猶太人，後來卻是羅馬的辯護者，曾公開指責導致叛亂的猶太人。約瑟夫的著作中曾題及與《聖經》所記載吻合的歷史事件。

### 《犹太战史》
約瑟夫斯最早期的著作是《猶太戰史》，于大约公元75年完成（一般缩写为JW, BJ或War）。人們相信約瑟夫斯編纂這合共七卷的記載，目的是要使猶太人知道羅馬軍隊的强大實力，藉此對企圖造反的猶太人起威懾作用。這部寫作詳細審視從安條克四世攻陷耶路撒冷（公元前第二世紀）直至充滿動亂的公元67年的一段猶太歷史。作為目擊證人，約瑟夫斯論及接着的戰亂；公元73年乃是事態發展的高潮。

### 《犹太古史》
約瑟夫斯的另一部著作是《猶太古史》，于大约公元94年完成（一般缩写为AJ, AotJ，Ant.或Antiq.）。 這部猶太史籍合共20卷，從創世記的創造記載開始，一直記述到猶太人與羅馬爆發戰爭為止。約瑟夫斯仔細跟從聖經的叙事次序，並附上傳統的解釋和客觀的評論。約瑟夫在《猶太古史》中，記載了關於施洗約翰被希律·安提帕斯收監和處死的事件。除此之外，約瑟夫也曾提及耶穌和耶穌的兄弟雅各，這些都證實了《新約聖經》四福音書的記載。在这本书里他还提到基督徒的概念，約瑟夫斯説：“基督徒从耶穌得名，這個派别的人直至今日（約公元93）還未銷聲匿迹。”
盡管主張耶穌神話假說的人爭辯說約瑟夫斯的《猶太古史》遭到後世的篡改，已面目全非，因此其內部提及耶穌基督的段落不能作為耶穌為史實人物的證據，但目前多數的史學家都認為，約瑟夫斯著作裡提及耶穌基督的段落確實是出自他本人的，而非後世偽造的結果。而約瑟夫斯作品中提及耶穌基督的段落，一般也被視為是證明作為基督教創始人的耶穌基督為史實人物的重要證據。
約瑟夫斯可能首創了“神治國”這個名詞。他提及一種獨特的政府，他寫道：“有些人民把至高的政治權力授予君王，有些授予寡頭統治，還有些則授予民衆。可是，賜律法給我們的人（摩西），卻沒有受這些政治體制所吸引，相反，他所制定的政府形式可以稱為——如果容許我自創一個詞語的話——『神治國』，國家的一切主權和權柄都操在上帝手中。”

### 《駁斥阿比安》
他的第四部著作是合共兩卷的申辯文，名為《駁斥阿比安》（Against Apion），于公元97年完成（一般缩写为CA）。這部書反駁一些錯誤的報導，替猶太人辯解。

### 自传《人生》
約瑟夫斯還寫了一部名為《人生》的自傳，这本著作于大约公元99年完成（一般缩写为Life或Vita）；在這部自傳裏，他為自己在戰爭期間的立場辯護，並試圖減輕提比哩亞的猶士都對他提出的譴責。

## 深入了解圣经

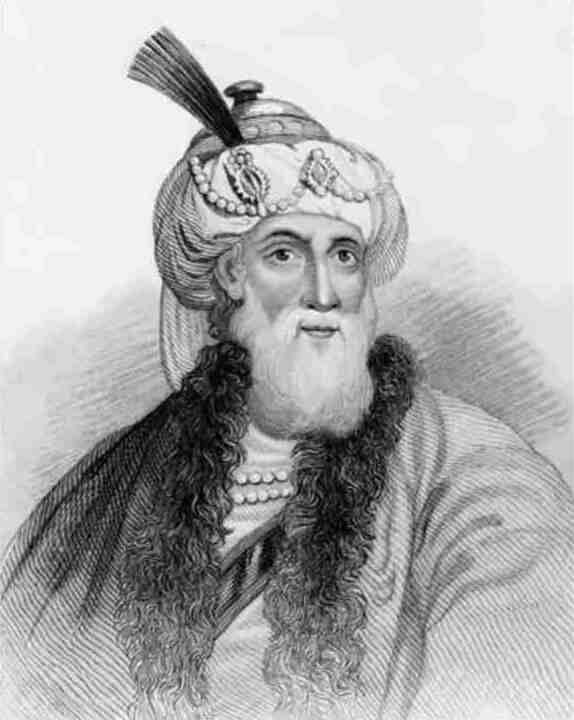
弗拉維奧·約瑟夫斯浪漫主义版画，出现于威廉·惠斯顿出版的约瑟夫斯著作译本中

約瑟夫斯所寫的歷史記載，有很大部分是準確的。在他所寫的《駁斥阿比安》一書中，他表明猶太人從來沒有將外典包括在聖經之內。他作證説明聖經的準確性和內在和諧。約瑟夫斯説：“我們猶太人並沒有巨量彼此矛盾、互相分歧的著作，⋯⋯而是只有二十二卷書，（相當於現今希伯來文聖經所含的39部書）這二十二卷書包含了過去的一切記錄；我們有充分理由相信它們是來自上帝的。”
約瑟夫斯在《猶太古史》一書中為聖經的記載補充了一些細節。他説亞伯拉罕綁住以撒的手腳，打算把他獻給上帝時，“以撒年二十五歲”。據約瑟夫斯説，以撒幫助亞伯拉罕造了祭壇之後説，“‘如果他違抗上帝和父親的決定，他當初就不配生在世上了。’⋯⋯於是他立刻走到壇前，準備作為祭物獻給上帝。”
關於以色列人離開埃及的記載，約瑟夫斯補充了以下細節：“追趕他們的戰車有六百輛，騎兵五萬，步兵二十萬，都是全副武裝的。”約瑟夫斯也説：“撒母耳十二歲就開始説預言：有一次他睡着了，上帝呼喚他的名字。”
約瑟夫斯的其他著作對稅務、律法和若干事件提供了不少補充資料。在希律安提帕的生日宴會上，那個在場跳舞、然後請求希律賜予施洗約翰腦顱的女子，約瑟夫斯稱她為撒羅米。 现今，對希律的認識大都是從約瑟夫斯的著作裏得來的。他甚至提及，希律“為了掩飾自己的一把年紀，就把頭髮染成黑色”。
埃及考古學家拉爾夫·伊利斯（Ralph Ellis）認為約瑟夫斯的另一個身分則是聖經上大家所熟知的使徒聖保羅，因為他符合早年迫害基督徒但轉而同情基督徒的特徵，亦是受到羅馬重用的官員，同時具有猶太教徒之身分。

## 文献资料

### 文学作品
- The Josephus Trilogy（约瑟夫斯三部曲），由利翁·福伊希特万格撰写的小说
  - Der jüdische Krieg (Josephus), 1932
  - Die Söhne (The Jews of Rome), 1935
  - Der Tag wird kommen (The day will come, Josephus and the Emperor), 1942
- Flavius Josephus Eyewitness to Rome's first-century conquest of Judea, Mireille Hadas-lebel, Macmillan 1993, Simon and Schuster 2001
- "The 2000 Year Old Middle East Policy Expert", 来自 Give War A Chance 一个章节，作者P. J. O'Rourke [14]

### 评论和研究
- The Works of Josephus, Complete and Unabridged New Updated Edition Translated by William Whiston, A.M., Peabody, MA: Hendrickson Publishers, Inc., 1987. ISBN 978-0-913573-86-0 (Hardcover). ISBN 978-1-56563-167-0 (Paperback).
- Per Bilde. Flavius Josephus between Jerusalem and Rome: his Life, his Works and their Importance. Sheffield, 1998.
- Shaye J.D. Cohen. Josephus in Galilee and Rome. His Vita and development as a historian. Columbia Studies in the Classical tradition 8 (1979 Leiden).
- Louis Feldman. "Flavius Josephus revisited. The man, his writings, and his significance." Aufstieg und Niedergang der Römischen Welt 21.2 (1984).
- Steve Mason, Flavius Josephus on the Pharisees (1991 Leiden).
- Flavius Josephus: Translation and Commentary, 10 vols. in 12 (Leiden, 2000–).